# Andreas Scheinhütte
Andreas Scheinhütte (* 1956) ist ein deutscher Gitarrist und Autor dreier Gitarrenbücher.

## Werdegang
Scheinhütte studierte klassische Gitarre und spielte bei der hessischen Rockband Flatsch!. Er arbeitet heute als Musiker, Komponist und Lehrbuchautor für die Musikverlage Josef Weinberger in Frankfurt am Main und als Fachbereichsleiter für Gitarre und Popularmusik an der Musikschule in Löhne. Seine Gitarrenschule Schule der Rockgitarre (drei Bände: Band 1, Band 2, Band plus) gilt inzwischen als Standardwerk für angehende E-Gitarristen. Die Online-Ausgabe ist seit Oktober 2008 im Netz (vgl. Weblinks).